# エフエムもえる

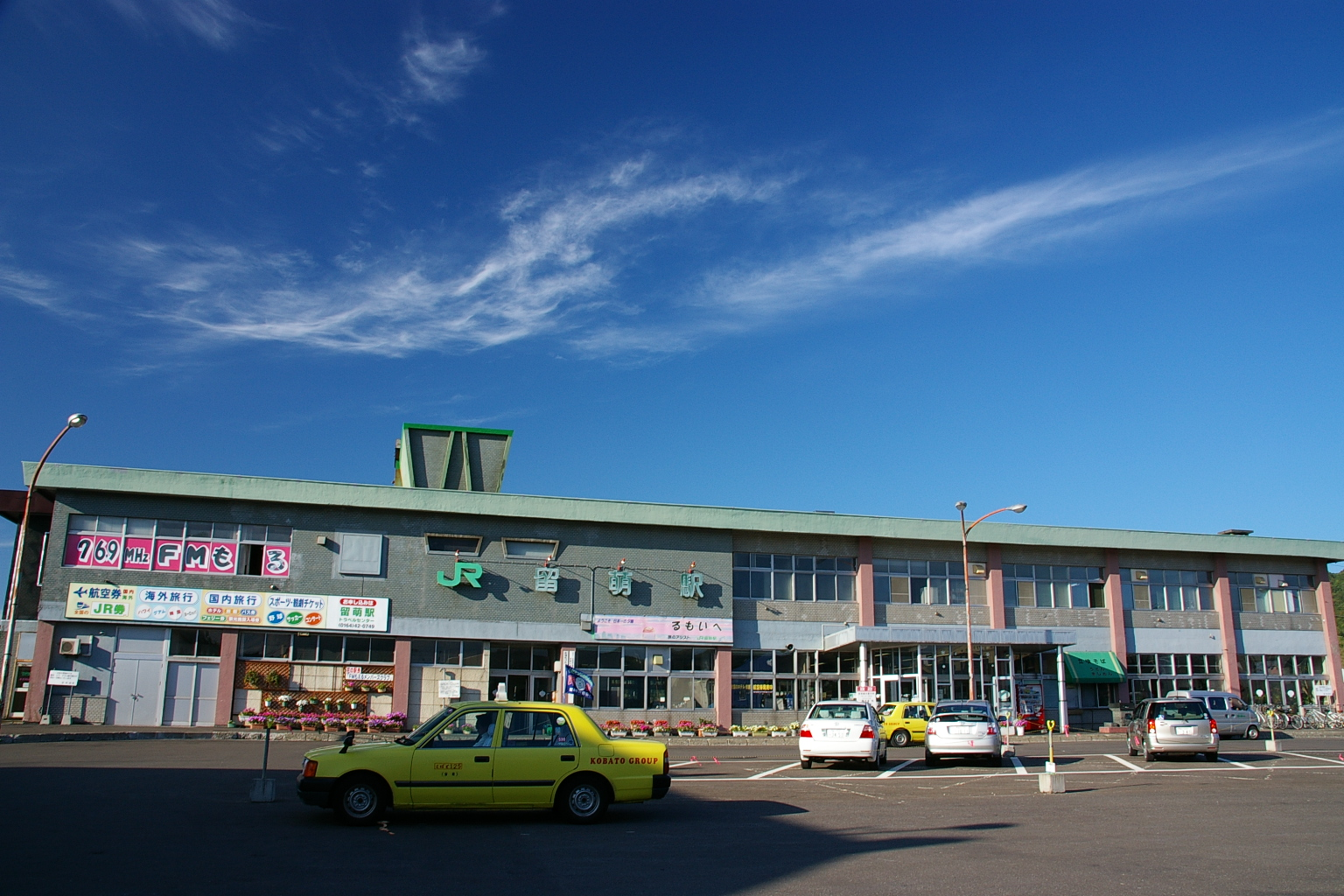
2023年10月までエフエムもえるのスタジオがあった旧JR留萌駅（2008年9月撮影）

株式会社エフエムもえるは、北海道留萌市の一部地域を放送区域として超短波放送（FM放送）を行う特定地上基幹放送事業者である。エフエムもえるの愛称でコミュニティ放送を営んでいる。

## 概要
2003年（平成15年）5月から8月および2004年（平成16年）1月から4月にかけて留萌市で開かれたイベントの開催に併せて開局したミニFMが前身。2004年9月24日に予備免許を取得し、株式会社エフエムもえるを設立、10月20日に免許を取得し、10月24日に開局した。
本社・演奏所は元々は留萌駅駅舎2階にあったが、留萌駅の廃止に伴い、2023年10月に道の駅るもいスマートモデューロ内にあるみちえきサテライトスタジオに移転した。
番組は全て自社制作している。市民（2013年8月現在1085人）で構成される「エフエムもえるメンバーズクラブ」が運営に参加している。

## 主な番組
帯番組（月 - 金）
朝、昼、晩の情報番組。天気・交通・まちの話題等
- あさもえワイド 8:00 - 10:00
- ひるもえワイド 12:00 - 13:30
- ゆうもえワイド 16:00 - 18:00

月曜 - 金曜
- 日替り玉手箱
  - 出来事あれこれ
    - サブパーソナリティーは、2013年現在84歳の女性が務めており、新聞で紹介された[3]。

  - MAMA倶楽部
  - さくらのコレクション
  - かいはつヘッドライン1010
  - 観光協会あれこれ
  - なおきの健康教室　ほか
- 午後のコレクション
  - もこもこタイム
  - FM緑の風通信 ほか日替わりメニュー[4]
- 留萌ブログ[5]
- ゲキシンのゲキシン
留萌演劇文化振興会議のメンバーが語る、人生のてんやわんや。
- ゴキゲンRADIO
- 重金属音楽館
- groovement[6]
全編MC無しのDJミックスで送るダンス／クラブミュージック。
- Fake Young
- えびらじ。
「劇団えびせん（仮）」的ラジオ放送、略して『えびらじ。』
- はな☆きんNight!
- 星空歳時記
- ゴールドラッシュ

土曜 - 日曜
- あさもえホリデー
- 月尾嘉男ホットライン[7]
- まさごのりこクールトーク
- 南山の元気印アワー
- もえっこランド
- がんばるるもい人
- るさんこ夢倶楽部
- ハート泥棒
- パプヤブラザーズナイト
- musicmania
- るもい★しゅうチャンネル[8]

不定期
- BLADEのGO!GO!FIGHTERS!
北海道日本ハムファイターズについての情報番組。応援歌の紹介。

既に終了した番組
- WildCard
- BLADEのDon't stop me now!!
- By Your Tempo
- 文化大革命
- 胸キュン!!タイムスリップ
- モト＆タカのシニアゆうゆう・心のうた
- Jazzical-Night：ジャジカル・ナイト
- 天塩国通信
- サンデー・ビュージック・ステーション
- おはようめざましもえる 7:30 - 9:00
- 昼の散歩道 12:00 - 13:00

かつてNHKラジオ第1放送で放送されていた同番組（現在放送中の歌の散歩道）とは無関係。
- ゆうやけもえる
- 金曜日の奥様たちへ
フォークシンガーみのや雅彦の実兄・上條KENがパーソナリティを務める（月曜 - 木曜も旭川市のFMりべーるで「ラジオアフタヌーンショウ」のパーソナリティを務めているため当局の出演は週1回の金曜日のみ。FMりべーるではサイマルラジオでも聴取可能であるため、留萌市周辺地域では月曜から金曜の昼間時間帯で上條KENの出演番組が聴けることになる）。

## その他
留萌振興局管内の連携や情報共有のため会議体の事務局を置いており、ご当地キャラクターとなる「留萌管内合体ロボ オロロン8」を振興局とともに展開している。
佐藤太紀代表取締役は2019年から2021年まで日本コミュニティ放送協会の代表理事を務めた。